# Слудка (Опаринский район)
Слудка — деревня в составе Опаринского района Кировской области. 

## География
Находится на расстоянии примерно 32 километра по прямой на юго-запад от районного центра поселка Опарино.

## История
Деревня известна с 1727 года, когда в ней было учтено дворов 3 и жителя мужского пола 2,  в 1764 году 7 жителей мужского пола. В 1859 году отмечено дворов 4 и жителей 42, в 1926 36 и 208, в 1950 54 и 210, в 1989 году было 9 жителей. До 2021 года входила в Стрельское сельское поселение Опаринского района, ныне непосредственно в составе Опаринского района.

## Население
Постоянное население  составляло 1 человек (русский) в 2002 году, 0 в 2010.